# Hermann Güntert

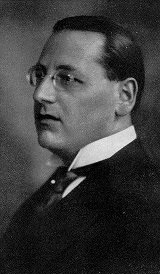
Hermann Güntert

Hermann Güntert (* 5. November 1886 in Worms; † 23. April 1948 in Heidelberg) war ein deutscher Sprachwissenschaftler und Religionshistoriker.

## Biographie
Güntert, der als Sohn eines katholischen Kaufmanns und einer hugenottischen Mutter in Worms aufwuchs und dort das humanistische Gymnasium besuchte, bestand 1905 das Abitur als bester Schüler. Bereits zur Schulzeit lernte er Sanskrit und Hebräisch. Er studierte seit 1905 an der Universität Heidelberg Klassische Philologie und Germanistik für das Lehramt an Gymnasien, daneben Vergleichende Sprachwissenschaft bei Hermann Osthoff, einem Vertreter der junggrammatischen Schule, und bei Christian Bartholomae Indo-Iranisch. Nach seiner Dissertation in der griechischen Sprachwissenschaft „Zur Geschichte der griechischen Gradationsbildungen“, die 1909 in Strassburg in den IndogermanischenForschungen erschien, studierte er als Curtius-Preisträger ein Semester in Leipzig. 1909 legte er das Staatsexamen für Deutsch, Griechisch und Latein ab und war danach von 1909 bis 1921 Gymnasiallehrer in Heidelberg, wo er sich 1912/13 mit einer Arbeit zur „Reimwortbildung im Arischen und Altgriechischen“ für das Fach Indogermanische Sprache und Altertumswissenschaft habilitierte und 1918 zum nichtbeamteten außerordentlichen Professor ernannt wurde. 1921 wurde er ordentlicher Professor für Vergleichende Sprachwissenschaft an der Universität Rostock als Nachfolger von Gustav Herbig. Er heiratete 1923 die Professorentochter Gisela Wachenfeld und erwarb ein Kapitänshaus in Wustrow. 1926 wurde er als Nachfolger von Christian Bartholomae ordentlicher Professor in Heidelberg. 1931 wurde er Mitglied der Heidelberger Akademie der Wissenschaften. 1933 erhielt er einen Lehrauftrag zu Vorlesungen über Germanenkunde. Seit 1938 war er Herausgeber der Zeitschrift „Wörter und Sachen“.
Seit Frühjahr 1938 musste er seine Lehrtätigkeit wegen Kreislaufstörungen stark reduzieren. 1939 erlitt er einen Schlaganfall. 1940 konnte er Seminare nur noch privatissime abhalten. Er wurde Dezember 1945 emeritiert.
Güntert war Vorsitzender des Vereins für das Deutschtum im Ausland (1930), förderndes Mitglied der SS, Mitglied der Reichsschrifttumskammer und des NS-Lehrerbundes. Am 10. Juli 1937 beantragte er die Aufnahme in die NSDAP und wurde rückwirkend zum 1. Mai desselben Jahres aufgenommen (Mitgliedsnummer 5.146.190). Ein Spruchkammerverfahren gegen Güntert wurde 1948 eingestellt.

## Werk
Günterts sprachwissenschaftliches Interesse galt vor allem dem Indo-Iranischen (Arischen), dem Altgriechischen und Germanischen. Dabei beobachtete er neben formalen Veränderungen mit besonderem Interesse bedeutungsgeschichtliche Entwicklungen, wodurch er in hohem Maße zu religionsgeschichtlichen Fragen geführt wurde. Sein umfangreichstes Werk, das er während seiner Rostocker Zeit veröffentlichte, ist die Monographie Der arische Weltkönig und Heiland mit dem Untertitel: „Bedeutungsgeschichtliche Untersuchungen zur indo-iranischen Religionsgeschichte und Altertumskunde“.
Güntert stand den Thesen Kossinnas und seiner Schüler zum Ursprung der Germanen kritisch gegenüber. Güntert erklärte  in Der Ursprung der Germanen von 1934 die germanische Lautverschiebung aus einer Vereinigung einer indogermanischen Erobererschicht („Streitaxtleuten“) mit nichtindogermanischen einheimischen Bauern („Megalithkultur“, heute als Trichterbecherkultur bezeichnet). Die Veränderungen im Lautbestand ergaben sich nach Güntert aus der Sprache der Bauern. Die „gemischte“ Abstammung der Germanen machte Güntert für das „faustische“, also gespaltene Wesen „des germanischen Menschen“ verantwortlich. Außerdem stellte er die Verbindungen des ältesten Indogermanischen zu ostasiatischen Sprachen, insbesondere des Koreanischen, heraus. Er griff so auf Theorien seines Heidelberger Kollegen, des Prähistorikers Ernst Wahle zurück und folgte ansonsten der schon von Otto Schrader  vertretenen These des Ursprungs der Indoeuropäischen Sprache in der südrussischen Steppe. Seinem Buch über den Ursprung der Germanen stellte er als Motto zwei Verse aus einem Gedicht von Ernst Bertram voraus, in dem es heißt "Zeit ist zu reden von des Toren Wahn/„Gleich sind die Völker, so an Wert, an Amt.“/Unwerterer Weisheit rann aus Narren nie…".
Güntert veröffentlichte 1933 einen Gedichtband, Am Nornenquell. Ihm folgten weitere Schauspiele, Gedichtsammlungen und Nachdichtungen von Sagen.
Eine Gedenkschrift zum 25. Todestag erschien 1973.

## Veröffentlichungen
- Zur Geschichte der griechischen Gradationsbildungen, Straßburg 1909 (= Dissertation)
- Über Reimwortbildungen im Arischen und Altgriechischen, Heidelberg 1914.
- Indogermanische Ablautprobleme. Untersuchungen über Schwa secundum, einen zweiten indogermanischen Murmelvokal, Straßburg 1916.
- Kalypso. Bedeutungsgeschichtliche Untersuchungen auf dem Gebiet der indogermanischen Sprachen, Halle/Saale, Niemeyer 1919. Digitalisat
- Von der Sprache der Götter und Geister. Bedeutungsgeschichtliche Untersuchungen zur homerischen und eddischen Göttersprache, Halle/Saale Niemeyer 1921. Digitalisat
- Der arische Weltkönig und Heiland. Bedeutungsgeschichtliche Untersuchungen zur indo-iranischen Religionsgeschichte und Altertumskunde, Halle/Saale 1923.
- Grundfragen der Sprachwissenschaft, Leipzig 1925; 2. Auflage Heidelberg 1956.
- Zur Frage nach der Urheimat der Indogermanen, in: Hans Teske (Hrsg.): Deutschkundliches. Friedrich Panzer zum 60. Geburtstag überreicht, Heidelberg 1930, S. 1–33.
- Labyrinth. Eine sprachwissenschaftliche Untersuchung, Sitzungsberichte der Heidelberger Akademie der Wissenschaften. Philologisch-historische Klasse 1932/33, 1, Heidelberg 1932.
- Am Nornenquell (Gedichte), 1933.
- Der Ursprung der Germanen, Kultur und Sprache 9. Heidelberg, Carl Winters Universitätsbuchhandlung, 1934.
- Das faustische Wesen des germanischen Menschen. Volksgemeinschaft 4 (Nr. 99), 1934, S. 7–31.
- Das germanische Erbe in der deutschen Seele. Zeitschrift für Deutschkunde 48/7, 1934, S. 449–462.
- Runen, Runenbrauch und Runeninschriften der Germanen.  Oberdeutsche Zeitschrift für Volkskunde 8, 1934, 51–102.
- Altgermanischer Glaube nach Wesen und Grundlage, Heidelberg 1937.
- Geschichte der germanischen Völkerschaften. Meyers kleine Handbücher 27/28. Leipzig, Bibliographisches Institut 1943.